# Synoicum saxeum
Synoicum saxeum is een zakpijpensoort uit de familie van de Polyclinidae. De wetenschappelijke naam van de soort is voor het eerst geldig gepubliceerd in 1998 door Kott.